# Liga de Voleibol Superior Masculino 2012-2013
La Liga de Voleibol Superior Masculino 2012-2013 si è svolta dal 19 settembre 2012 al 13 gennaio 2013: al torneo hanno partecipato 10 squadre di club portoricane e la vittoria finale è andata per la prima volta ai Capitanes de Arecibo.

## Regolamento
La competizione vede le dieci franchigie partecipanti, benché vi sia una classifica unica, divise in due gruppi da cinque squadre ciascuno, in cui quelle appartenenti allo stesso gruppo si affrontano quattro volte tra loro, mentre si incontrano per tre volte con quelle proveniente dall'altro gruppo:
- Le prime otto classificate accedono ai play-off strutturati in quarti di finali, con le squadre divise in due gironi che si affrontano in un doppio round-robin, dal quale le prime due classificate di ogni girone superano il turno; semifinali e finale si giocano invece al meglio delle sette gare.

## Squadre partecipanti
Al campionato di Liga Superior 2012-13 hanno partecipato dieci franchigie, due delle quali debuttanti assolute, i Capitanes de Arecibo ed i Maratonistas de Coamo, questi ultimi fondati dopo la cessione del titolo dei Gigantes de Adjuntas alla città di Coamo.
| Club                  | Stagione | Città     | Impianto                         | Stagione precedente                            |
| --------------------- | -------- | --------- | -------------------------------- | ---------------------------------------------- |
| Capitanes de Arecibo  | dettagli | Arecibo   | Coliseo Manuel Iguina            | -                                              |
| Cariduros de Fajardo  | dettagli | Fajardo   | Coliseo Tomás Dones              | 1ª in LVSM, Campioni di Porto Rico             |
| Changos de Naranjito  | dettagli | Naranjito | Coliseo Gelito Ortega            | 9ª in LVSM                                     |
| Gigantes de Carolina  | dettagli | Carolina  | Coliseo Guillermo Angulo         | 7ª in LVSM                                     |
| Indios de Mayagüez    | dettagli | Mayagüez  | Palacio de Recreación y Deportes | 5ª in LVSM, quarti di finale play-off scudetto |
| Leones de Ponce       | dettagli | Ponce     | Coliseo Salvador Dijols          | 3ª in LVSM, quarti di finale play-off scudetto |
| Maratonistas de Coamo | dettagli | Coamo     | Coliseo Edwin Nolasco            | -                                              |
| Mets de Guaynabo      | dettagli | Guaynabo  | Coliseo Mario Morales            | 2ª in LVSM, semifinali play-off scudetto       |
| Patriotas de Lares    | dettagli | Lares     | Coliseo Félix Méndez Acevedo     | 6ª in LVSM, finale play-off scudetto           |
| Plataneros de Corozal | dettagli | Corozal   | Coliseo Carmen Zoraida Figueroa  | 4ª in LVSM, semifinali play-off scudetto       |

## Campionato

### Regular season
| Risultati |                      |     |                                   |
|           |                      |     |                                   |
| 19-09     | Coamo - Lares        | 1-3 | 24-26, 25-20, 15-25, 18-25        |
| 19-09     | Guaynabo - Fajardo   | 3-2 | 23-25, 25-19, 22-25, 25-19, 16-14 |
| 20-09     | Naranjito - Carolina | 3-1 | 25-20, 20-25, 25-18, 28-26        |
| 20-09     | Ponce - Mayagüez     | 3-2 | 25-18, 19-25, 26-24, 23-25, 15-9  |
| 21-09     | Guaynabo - Corozal   | 1-3 | 20-25, 25-20, 27-29, 23-25        |
| 21-09     | Arecibo - Coamo      | 3-0 | 25-23, 25-17, 25-14               |
| 22-09     | Fajardo - Naranjito  | 2-3 | 25-20, 22-25, 29-27, 23-25, 9-15  |
| 22-09     | Lares - Ponce        | 3-0 | 25-17, 25-22, 25-23               |
| 23-09     | Carolina - Corozal   | 2-3 | 27-25, 25-23, 21-25, 22-25, 12-15 |
| 23-09     | Mayagüez - Arecibo   | 0-3 | 23-25, 17-25, 20-25               |
| 25-09     | Guaynabo - Carolina  | 3-0 | 25-21, 25-17, 25-21               |
| 26-09     | Fajardo - Corozal    | 3-0 | 25-15, 25-21, 25-23               |
| 26-09     | Ponce - Coamo        | 2-3 | 25-13, 18-25, 25-12, 22-25, 18-20 |
| 27-09     | Arecibo - Lares      | 3-1 | 23-25, 25-22, 25-18, 25-18        |
| 28-09     | Coamo - Guaynabo     | 0-3 | 20-25, 12-25, 21-25               |
| 29-09     | Carolina - Ponce     | 1-3 | 24-26, 25-23, 19-25, 14-25        |
| 29-09     | Fajardo - Arecibo    | 2-3 | 19-25, 25-21, 25-18, 24-26, 14-16 |
| 29-09     | Lares - Mayagüez     | 3-1 | 25-18, 26-24, 23-25, 25-21        |
| 30-09     | Corozal - Naranjito  | 3-1 | 25-19, 38-40, 25-19, 25-16        |
| 02-10     | Carolina - Arecibo   | 3-1 | 25-19, 25-21, 23-25, 25-20        |
| 03-10     | Mayagüez - Coamo     | 3-1 | 25-19, 25-15, 10-25, 25-14        |
| 03-10     | Fajardo - Lares      | 0-3 | 22-25, 17-25, 25-27               |
| 03-10     | Guaynabo - Naranjito | 3-0 | 25-9, 25-17, 25-19                |
| 04-10     | Corozal - Ponce      | 3-0 | 25-23, 25-19, 25-19               |
| 05-10     | Arecibo - Guaynabo   | 3-1 | 25-21, 20-25, 25-19, 25-23        |
| 05-10     | Naranjito - Coamo    | 3-0 | 25-20, 25-21, 25-19               |
| 06-10     | Mayagüez - Carolina  | 3-2 | 21-25, 25-20, 25-20, 20-25, 15-11 |
| 07-10     | Ponce - Fajardo      | 0-3 | 22-25, 21-25, 20-25               |
| 07-10     | Lares - Corozal      | 1-3 | 27-25, 25-23, 20-25, 19-25        |
| 09-10     | Carolina - Coamo     | 3-0 | 25-20, 25-18, 25-15               |
| 10-10     | Guaynabo - Mayagüez  | 3-0 | 25-19, 25-23, 25-23               |
| 10-10     | Naranjito - Lares    | 1-3 | 27-25, 23-25, 21-25, 21-25        |
| 11-10     | Ponce - Arecibo      | 1-3 | 22-25, 26-24, 19-25, 23-25        |
| 11-10     | Coamo - Fajardo      | 1-3 | 25-22, 17-25, 19-25, 24-26        |
| 12-10     | Lares - Guaynabo     | 1-3 | 22-25, 25-21, 13-25, 15-25        |
| 12-10     | Corozal - Mayagüez   | 1-3 | 26-28, 25-23, 19-25, 21-25        |
| 13-10     | Fajardo - Carolina   | 3-2 | 25-14, 23-25, 24-26, 27-25, 15-12 |
| 13-10     | Ponce - Naranjito    | 3-0 | 25-23, 25-23, 25-18               |
| 14-10     | Corozal - Arecibo    | 0-3 | 20-25, 22-25, 23-25               |
| 16-10     | Mayagüez - Fajardo   | 2-3 | 25-14, 19-25, 25-23, 20-25, 8-15  |
| 16-10     | Naranjito - Arecibo  | 0-3 | 23-25, 15-25, 23-25               |
| 17-10     | Corozal - Coamo      | 3-1 | 25-27, 25-20, 25-14, 25-17        |
| 17-10     | Carolina - Lares     | 0-3 | 17-25, 14-25, 21-25               |
| 18-10     | Guaynabo - Ponce     | 3-0 | 25-20, 25-19, 25-21               |
| 19-10     | Lares - Coamo        | 3-0 | 25-20, 25-18, 25-12               |
| 20-10     | Arecibo - Mayagüez   | 1-3 | 22-25, 17-25, 25-20, 23-25        |
| 20-10     | Fajardo - Guaynabo   | 3-1 | 25-23, 25-18, 20-25, 25-17        |
| 20-10     | Corozal - Carolina   | 3-1 | 25-15, 22-25, 25-21, 25-23        |
| 21-10     | Naranjito - Ponce    | 3-1 | 20-25, 25-22, 25-22, 25-18        |
| 23-10     | Coamo - Arecibo      | 2-3 | 25-21, 20-25, 16-25, 26-24, 10-15 |
| 23-10     | Corozal - Guaynabo   | 3-2 | 25-22, 24-26, 19-25, 25-19, 15-5  |
| 23-10     | Mayagüez - Naranjito | 3-1 | 25-27, 25-21, 25-22, 25-15        |
| 23-10     | Ponce - Lares        | 1-3 | 23-25, 21-25, 25-19, 25-27        |
| 24-10     | Fajardo - Carolina   | 3-1 | 23-25, 27-25, 25-13, 25-19        |
| 25-10     | Arecibo - Corozal    | 1-3 | 22-25, 25-20, 27-29, 16-25        |

| Risultati |                      |     |                                   |
|           |                      |     |                                   |
| 26-10     | Coamo - Naranjito    | 0-3 | 25-27, 25-27, 27-29               |
| 26-10     | Lares - Fajardo      | 3-1 | 25-20, 25-22, 22-25, 25-20        |
| 26-10     | Carolina - Mayagüez  | 1-3 | 23-25, 19-25, 25-18, 22-25        |
| 26-10     | Ponce - Guaynabo     | 0-3 | 18-25, 18-25, 23-25               |
| 30-10     | Coamo - Corozal      | 1-3 | 25-23, 19-25, 19-25, 23-25        |
| 30-10     | Arecibo - Fajardo    | 3-0 | 25-17, 25-19, 25-14               |
| 31-10     | Lares - Carolina     | 3-1 | 25-21, 23-25, 26-24, 25-11        |
| 31-10     | Naranjito - Guaynabo | 3-0 | 25-18, 27-25, 25-21               |
| 01-11     | Mayagüez - Ponce     | 3-0 | 27-25, 25-22, 25-22               |
| 02-11     | Guaynabo - Coamo     | 3-0 | 25-19, 25-22, 25-16               |
| 02-11     | Naranjito - Corozal  | 0-3 | 17-25, 18-25, 19-25               |
| 03-11     | Arecibo - Lares      | 3-1 | 25-16, 19-25, 25-16, 25-18        |
| 03-11     | Ponce - Carolina     | 2-3 | 25-16, 20-25, 21-25, 33-31, 11-15 |
| 03-11     | Fajardo - Mayagüez   | 3-1 | 20-25, 21-25, 25-20, 33-31        |
| 08-11     | Carolina - Naranjito | 3-0 | 25-21, 25-20, 25-12               |
| 08-11     | Corozal - Fajardo    | 3-1 | 25-23, 25-27, 25-22, 25-19        |
| 08-11     | Mayagüez - Lares     | 1-3 | 24-26, 19-25, 25-21, 31-33        |
| 09-11     | Coamo - Ponce        | 2-3 | 30-28, 18-25, 22-25, 25-20, 10-15 |
| 09-11     | Guaynabo - Arecibo   | 1-3 | 18-25, 26-24, 22-25, 18-25        |
| 10-11     | Naranjito - Fajardo  | 3-0 | 25-22, 31-29, 25-20               |
| 11-11     | Carolina - Guaynabo  | 2-3 | 21-25, 33-31, 16-25, 31-29, 11-15 |
| 11-11     | Coamo - Mayagüez     | 0-3 | 22-25, 24-26, 17-25               |
| 11-11     | Arecibo - Ponce      | 2-3 | 22-25, 25-21, 26-28, 25-19, 13-15 |
| 11-11     | Corozal - Lares      | 1-3 | 21-25, 18-25, 25-20, 14-25        |
| 13-11     | Fajardo - Coamo      | 3-2 | 19-25, 25-16, 21-25, 25-13, 15-8  |
| 13-11     | Mayagüez - Corozal   | 0-3 | 19-25, 22-25, 24-26               |
| 14-11     | Arecibo - Carolina   | 3-1 | 22-25, 25-13, 25-19, 25-17        |
| 15-11     | Lares - Naranjito    | 3-0 | 25-15, 25-22, 25-23               |
| 16-11     | Ponce - Corozal      | 0-3 | 19-25, 21-25, 21-25               |
| 16-11     | Mayagüez - Guaynabo  | 3-1 | 25-21, 18-25, 25-14, 25-22        |
| 17-11     | Coamo - Carolina     | 0-3 | 18-25, 23-25, 25-27               |
| 18-11     | Guaynabo - Lares     | 2-3 | 25-23, 28-26, 14-25, 12-25, 8-15  |
| 18-11     | Arecibo - Naranjito  | 3-0 | 25-20, 25-21, 25-23               |
| 18-11     | Fajardo - Ponce      | 3-2 | 25-18, 21-25, 25-21, 20-25, 15-11 |
| 20-11     | Naranjito - Mayagüez | 3-1 | 22-25, 25-19, 25-21, 25-22        |
| 20-11     | Corozal - Guaynabo   | 3-0 | 25-23, 25-19, 25-22               |
| 20-11     | Lares - Arecibo      | 1-3 | 18-25, 23-25, 25-19, 21-25        |
| 21-11     | Ponce - Coamo        | 3-0 | 25-19, 25-19, 25-15               |
| 21-11     | Carolina - Fajardo   | 2-3 | 28-30, 21-25, 25-23, 25-22, 12-15 |
| 23-11     | Arecibo - Mayagüez   | 2-3 | 25-21, 20-25, 25-16, 21-25, 14-16 |
| 23-11     | Naranjito - Carolina | 2-3 | 22-25, 28-26, 25-21, 13-25, 13-15 |
| 24-11     | Fajardo - Corozal    | 3-2 | 23-25, 21-25, 25-19, 25-20, 23-21 |
| 24-11     | Lares - Coamo        | 3-0 | 25-21, 25-18, 25-20               |
| 25-11     | Mayagüez - Ponce     | 2-3 | 12-25, 25-27, 28-26, 25-23, 12-15 |
| 25-11     | Guaynabo - Naranjito | 3-0 | 25-20, 25-20, 25-22               |
| 26-11     | Carolina - Corozal   | 0-3 | 22-25, 10-25, 21-25               |
| 27-11     | Naranjito - Fajardo  | 3-0 | 25-23, 25-20, 25-20               |
| 27-11     | Lares - Ponce        | 2-3 | 25-23, 25-18, 24-26, 23-25, 11-15 |
| 27-11     | Coamo - Arecibo      | 1-3 | 19-25, 17-25, 25-23, 17-25        |
| 28-11     | Carolina - Guaynabo  | 2-3 | 25-23, 25-21, 15-25, 22-25, 7-15  |
| 29-11     | Coamo - Mayagüez     | 0-3 | 19-25, 21-25, 20-25               |
| 30-11     | Ponce - Arecibo      | 2-3 | 25-18, 22-25, 20-25, 35-33, 13-15 |
| 01-12     | Mayagüez - Lares     | 3-1 | 25-16, 20-25, 25-22, 25-22        |
| 01-12     | Guaynabo - Fajardo   | 0-3 | 23-25, 25-27, 20-25               |
| 01-12     | Corozal - Naranjito  | 3-0 | 25-13, 25-14, 25-20               |

#### Classifica
| Pos. | Squadra               | Pt | G  | V  | P  | SV | SP | Ratio | PF   | PS   | Ratio |
| ---- | --------------------- | -- | -- | -- | -- | -- | -- | ----- | ---- | ---- | ----- |
| 1    | Capitanes de Arecibo  | 50 | 22 | 17 | 5  | 58 | 29 | 2.000 | 2036 | 1923 | 1.059 |
| 2    | Plataneros de Corozal | 50 | 22 | 17 | 5  | 55 | 27 | 2.037 | 1956 | 1694 | 1.155 |
| 3    | Patriotas de Lares    | 54 | 22 | 15 | 7  | 53 | 31 | 1.710 | 1955 | 1819 | 1.075 |
| 4    | Indios de Mayagüez    | 37 | 22 | 12 | 10 | 46 | 41 | 1.122 | 1960 | 1946 | 1.007 |
| 5    | Cariduros de Fajardo  | 36 | 22 | 13 | 9  | 47 | 43 | 1.093 | 2025 | 1978 | 1.024 |
| 6    | Mets de Guaynabo      | 35 | 22 | 12 | 10 | 45 | 37 | 1.216 | 1853 | 1775 | 1.044 |
| 7    | Changos de Naranjito  | 27 | 22 | 9  | 13 | 32 | 44 | 0.727 | 1675 | 1806 | 0.927 |
| 8    | Leones de Ponce       | 23 | 22 | 8  | 14 | 35 | 53 | 0.660 | 1942 | 1974 | 0.984 |
| 9    | Gigantes de Carolina  | 22 | 22 | 6  | 16 | 37 | 53 | 0.698 | 1922 | 2058 | 0.934 |
| 10   | Maratonistas de Coamo | 5  | 22 | 1  | 21 | 15 | 65 | 0.231 | 1571 | 1922 | 0.817 |

| Ai play-off scudetto |

### Play-off scudetto

#### Quarti di finale

##### Girone A

###### Risultati
| Gara 1 |                    |   |       |
|        |                    |   |       |
| 04-12  | Mayagüez - Fajardo | - | [ 1 ] |
| 04-12  | Ponce - Arecibo    | - | [ 1 ] |

| Gara 2 |                    |   |       |
|        |                    |   |       |
| 06-12  | Arecibo - Mayagüez | - | [ 1 ] |
| 06-12  | Ponce - Fajardo    | - | [ 1 ] |

| Gara 3 |                   |   |       |
|        |                   |   |       |
| 08-12  | Fajardo - Arecibo | - | [ 1 ] |
| 08-12  | Mayagüez - Ponce  | - | [ 1 ] |

| Gara 4 |                    |   |       |
|        |                    |   |       |
| 10-12  | Arecibo - Ponce    | - | [ 1 ] |
| 10-12  | Fajardo - Mayagüez | - | [ 1 ] |

| Gara 5 |                   |   |       |
|        |                   |   |       |
| 12-12  | Arecibo - Fajardo | - | [ 1 ] |
| 12-12  | Ponce - Mayagüez  | - | [ 1 ] |

| Gara 6 |                    |   |       |
|        |                    |   |       |
| 14-12  | Mayagüez - Arecibo | - | [ 1 ] |
| 14-12  | Fajardo - Ponce    | - | [ 1 ] |

###### Classifica
| Pos. | Squadra              | Pt | G | V | P | SV | SP | Ratio | PF  | PS  | Ratio |
| ---- | -------------------- | -- | - | - | - | -- | -- | ----- | --- | --- | ----- |
| 1    | Capitanes de Arecibo | 10 | 6 | 5 | 1 | 17 | 4  | 4.250 | 509 | 426 | 1.195 |
| 2    | Indios de Mayagüez   | 8  | 6 | 4 | 2 | 13 | 9  | 1.444 | 508 | 501 | 1.014 |
| 3    | Cariduros de Fajardo | 4  | 6 | 2 | 4 | 8  | 13 | 0.615 | 453 | 470 | 0.964 |
| 4    | Leones de Ponce      | 2  | 6 | 1 | 5 | 5  | 17 | 0.294 | 469 | 454 | 0.865 |

##### Girone B

###### Risultati
| Gara 1 |                    |   |       |
|        |                    |   |       |
| 05-12  | Lares - Naranjito  | - | [ 1 ] |
| 05-12  | Guaynabo - Corozal | - | [ 1 ] |

| Gara 2 |                      |   |       |
|        |                      |   |       |
| 07-12  | Corozal - Lares      | - | [ 1 ] |
| 07-12  | Naranjito - Guaynabo | - | [ 1 ] |

| Gara 3 |                     |   |       |
|        |                     |   |       |
| 09-12  | Corozal - Naranjito | - | [ 1 ] |
| 09-12  | Guaynabo - Lares    | - | [ 1 ] |

| Gara 4 |                      |   |       |
|        |                      |   |       |
| 11-12  | Guaynabo - Naranjito | - | [ 1 ] |
| 11-12  | Lares - Corozal      | - | [ 1 ] |

| Gara 5 |                     |   |       |
|        |                     |   |       |
| 13-12  | Naranjito - Corozal | - | [ 1 ] |
| 13-12  | Lares - Guaynabo    | - | [ 1 ] |

| Gara 6 |                    |   |       |
|        |                    |   |       |
| 15-12  | Naranjito - Lares  | - | [ 1 ] |
| 15-12  | Corozal - Guaynabo | - | [ 1 ] |

| \| Gara di spareggio \| \| \| \| \| \| \| \| \| \| 17-12 \| Corozal - Naranjito \| 3-0 \| 25-19, 25-23, 25-21 \| |                     |     |                     |
| Gara di spareggio                                                                                                |                     |     |                     |
| |                     |     |                     |
| 17-12 | Corozal - Naranjito | 3-0 | 25-19, 25-23, 25-21 |

###### Classifica
| Pos. | Squadra               | Pt | G | V | P | SV | SP | Ratio | PF  | PS  | Ratio |
| ---- | --------------------- | -- | - | - | - | -- | -- | ----- | --- | --- | ----- |
| 1    | Mets de Guaynabo      | 8  | 6 | 4 | 2 | 16 | 9  | 1.778 | 556 | 531 | 1.047 |
| 2    | Changos de Naranjito  | 8  | 6 | 4 | 2 | 15 | 11 | 1.364 | 567 | 553 | 1.025 |
| 3    | Plataneros de Corozal | 8  | 6 | 4 | 2 | 13 | 10 | 1.300 | 542 | 501 | 1.082 |
| 4    | Patriotas de Lares    | 0  | 6 | 0 | 6 | 4  | 18 | 0.222 | 465 | 545 | 0.853 |

#### Final 4
|  | Semifinali            | Semifinali            | Semifinali            | Semifinali            | Semifinali | Semifinali | Semifinali | Semifinali | Semifinali |  |  | Finale | Finale               | Finale               | Finale               | Finale               | Finale | Finale | Finale | Finale |  |
|  |                       |                       |                       |                       |            |            |            |            |            |  |  |        |                      |                      |                      |                      |        |        |        |        |  |
|  | Capitanes de Arecibo  | Capitanes de Arecibo  | Capitanes de Arecibo  | Capitanes de Arecibo  | 3          | 3          | 0          | 3          | 3          |  |  |        |                      |                      |                      |                      |        |        |        |        |  |
|  | Plataneros de Corozal | Plataneros de Corozal | Plataneros de Corozal | Plataneros de Corozal | 0          | 1          | 3          | 2          | 2          |  |  | 1      | Capitanes de Arecibo | Capitanes de Arecibo | Capitanes de Arecibo | Capitanes de Arecibo | 3      | 3      | 3      | 3      |  |
|  | Mets de Guaynabo      | Mets de Guaynabo      | Mets de Guaynabo      | 3                     | 3          | 0          | 3          | 1          | 3          |  |  | 2      | Mets de Guaynabo     | Mets de Guaynabo     | Mets de Guaynabo     | Mets de Guaynabo     | 0      | 1      | 2      | 0      |  |
|  | Indios de Mayagüez    | Indios de Mayagüez    | Indios de Mayagüez    | 1                     | 0          | 3          | 0          | 3          | 0          |  |  |        |                      |                      |                      |                      |        |        |        |        |  |

##### Semifinali
| Gara 1 |                     |     |                            |
|        |                     |     |                            |
| 19-12  | Arecibo - Corozal   | 3-0 | 25-18, 25-23, 26-24        |
| 18-12  | Mayagüez - Guaynabo | 1-3 | 27-25, 26-28, 13-25, 19-25 |

| Gara 2 |                     |     |                            |
|        |                     |     |                            |
| 21-12  | Corozal - Arecibo   | 1-3 | 25-22, 21-25, 22-25, 27-29 |
| 20-12  | Guaynabo - Mayagüez | 3-0 | 25-18, 30-28, 25-21        |

| Gara 3 |                     |     |                     |
|        |                     |     |                     |
| 23-12  | Arecibo - Corozal   | 0-3 | 22-25, 27-29, 18-25 |
| 22-12  | Mayagüez - Guaynabo | 3-0 | 26-24, 25-23, 25-18 |

| Gara 4 |                     |     |                                   |
|        |                     |     |                                   |
| 27-12  | Corozal - Arecibo   | 2-3 | 15-25, 26-24, 19-25, 29-27, 13-15 |
| 26-12  | Guaynabo - Mayagüez | 3-0 | 26-24, 25-23, 25-18               |

| Gara 5 |                     |     |                                   |
|        |                     |     |                                   |
| 29-12  | Arecibo - Corozal   | 3-2 | 18-25, 25-14, 25-13, 19-25, 15-12 |
| 28-12  | Mayagüez - Guaynabo | 3-1 | 20-25, 25-18, 25-18, 29-27        |

| Gara 6 |                     |     |                     |
|        |                     |     |                     |
| 30-12  | Guaynabo - Mayagüez | 3-0 | 25-22, 25-19, 25-23 |

##### Finale
| Gara 1 |                    |     |                     |
|        |                    |     |                     |
| 08-01  | Arecibo - Guaynabo | 3-0 | 25-22, 25-22, 25-21 |

| Gara 2 |                    |     |                            |
|        |                    |     |                            |
| 09-01  | Guaynabo - Arecibo | 1-3 | 22-25, 25-23, 25-27, 16-25 |

| Gara 3 |                    |     |                                   |
|        |                    |     |                                   |
| 11-01  | Arecibo - Guaynabo | 3-2 | 22-25, 32-30, 25-21, 20-25, 15-11 |

| Gara 4 |                    |     |                     |
|        |                    |     |                     |
| 13-01  | Guaynabo - Arecibo | 0-3 | 19-25, 20-25, 18-25 |

## Premi individuali
| Premio                   | Giocatrice      | Squadra               |
| ------------------------ | --------------- | --------------------- |
| MVP della Regular Season | Ángel Pérez     | Mets de Guaynabo      |
| MVP della Finale         | Luis Rodríguez  | Capitanes de Arecibo  |
| MVP dell'All-Star Game   | Edgardo Goás    | Capitanes de Arecibo  |
| Miglior palleggiatore    | Edgardo Goás    | Capitanes de Arecibo  |
| Miglior esordiente       | Edgardo Goás    | Capitanes de Arecibo  |
| Rising star              | Juan Vázquez    | Plataneros de Corozal |
| Miglior ritorno          | Malcom Nieves   | Gigantes de Carolina  |
| Miglior allenatore       | David Alemán    | Capitanes de Arecibo  |
| Miglior presidente       | Luis Monrouzeau | Capitanes de Arecibo  |
| All-Star Team            | Edgardo Goás    | Capitanes de Arecibo  |
| All-Star Team            | Juan Figueroa   | Patriotas de Lares    |
| All-Star Team            | Héctor Soto     | Capitanes de Arecibo  |
| All-Star Team            | Steven Morales  | Mets de Guaynabo      |
| All-Star Team            | Mannix Román    | Indios de Mayagüez    |
| All-Star Team            | Alexis Colón    | Gigantes de Carolina  |
| All-Star Team            | José Mulero     | Indios de Mayagüez    |